# Dalbergia
Dalbergia (nom vulgar: palissandre) és un gran gènere d'arbres de mida mitjana a petita, arbusts o lianes dins la família de les fabàcies. Aquest gènere té una àmplia distribució i és natiu de les regions tropicals d'Amèrica central, Amèrica del Sud, Àfrica, Madagascar i sud d'Àsia. Té entre 100 i 600 espècies; ILDIS accepta 159 espècies.

## Algunes espècies
- Dalbergia bariensis Pierre – Burmese rosewood
- Dalbergia baronii Baker – Madagascar Rosewood, Palisander Rosewood, Palissandre Voamboana
- Dalbergia brownei (Jacq.) Schinz – Coin Vine
- Dalbergia cearensis Ducke – Kingwood
- Dalbergia cochinchinensis Laness. – Siamese Rosewood, Thailand Rosewood, Tracwood
- Dalbergia decipularis Rizzini & Matt. – Tulipwood
- Dalbergia ecastaphyllum (L.) Taub.  – Coinvine
- Dalbergia frutescens (Vell.) Britton (Syn. Dalbergia variabilis) – Brazilian Tulipwood, Jacarandá Rosa, Pau de Fuso, Pau Rosa, Pinkwood, Tulipwood
- Dalbergia hupeana Hance
- Dalbergia latifolia Roxb. – Bombay Blackwood, East Indian Rosewood, Indian Palisandre, Indian Rosewood, Java Palisandre, Malabar, Sonokeling, Shisham, Sitsal, Satisal
- Dalbergia louvelii R.Vig.
- Dalbergia madagascariensis Vatke
- Dalbergia mammosa Pierre
- Dalbergia melanoxylon – African Blackwood, African Ebony, African Grenadilo, Banbanus, Ebene, Granadilla, Granadille d'Afrique, Mpingo, Pau Preto, Poyi, Zebrawood
- Dalbergia monetaria L.f. – Moneybush
- Dalbergia nigra (Vell.) Allemão ex Benth. – Bahia Rosewood, Brazilian Rosewood, Cabiuna, Caviuna, Jacarandá, Jacarandá De Brasil, Palisander, Palisandre da Brésil, Pianowood, Rio Rosewood, Rosewood, Obuina
- Dalbergia obovata E.Mey. - Climbing Flat Bean
- Dalbergia odorifera T.Chen. - Fragrant Rosewood
- Dalbergia palescrito Rzed. – Palo Escrito
- Dalbergia pinnata (Lour.) Prain
- Dalbergia retusa Hemsl. – Caviuna, Cocobolo, Cocobolo Prieto, Funeram, Granadillo, Jacarandáholz, Nambar, Nicaraguan Rosewood, Palisander, Palissandro, Palo Negro, Pau Preto, Rosewood, Urauna
- Dalbergia sissoo – Agara, Agaru, Errasissu, Gette, Hihu, Indian Rosewood, Iruvil, Iti, Khujrap, Padimi, Safedar, Sheesham, Shinshapa, Shisham, Shishma, Shishom, Sinsupa, Sissoo, Sisu, Tali, Tenach, Tukreekung, Yette
- Dalbergia stevensonii Standl. – Honduras Rosewood, Nogaed
- Dalbergia tonkinensis Prain
- Dalbergia tucurensis Donn.Sm. – Guatemalan Rosewood[2]

### Anteriorment ubicats aquí
- Cladrastis delavayi (Franch.) Prain (as D. delavayi Franch.)
- Derris robusta (Roxb. ex DC.) Benth. (as D. robusta Roxb. ex DC.)
- Lonchocarpus heptaphyllus (Poir.) DC. (as D. heptaphylla Poir. or D. pentaphylla Poir.)
- Philenoptera nelsii (Schinz) Schrire (as D. nelsii Schinz)
- Pterocarpus rotundifolius (Sond.) Druce (as D. rotundifolia Sond.)[2]

## Usos

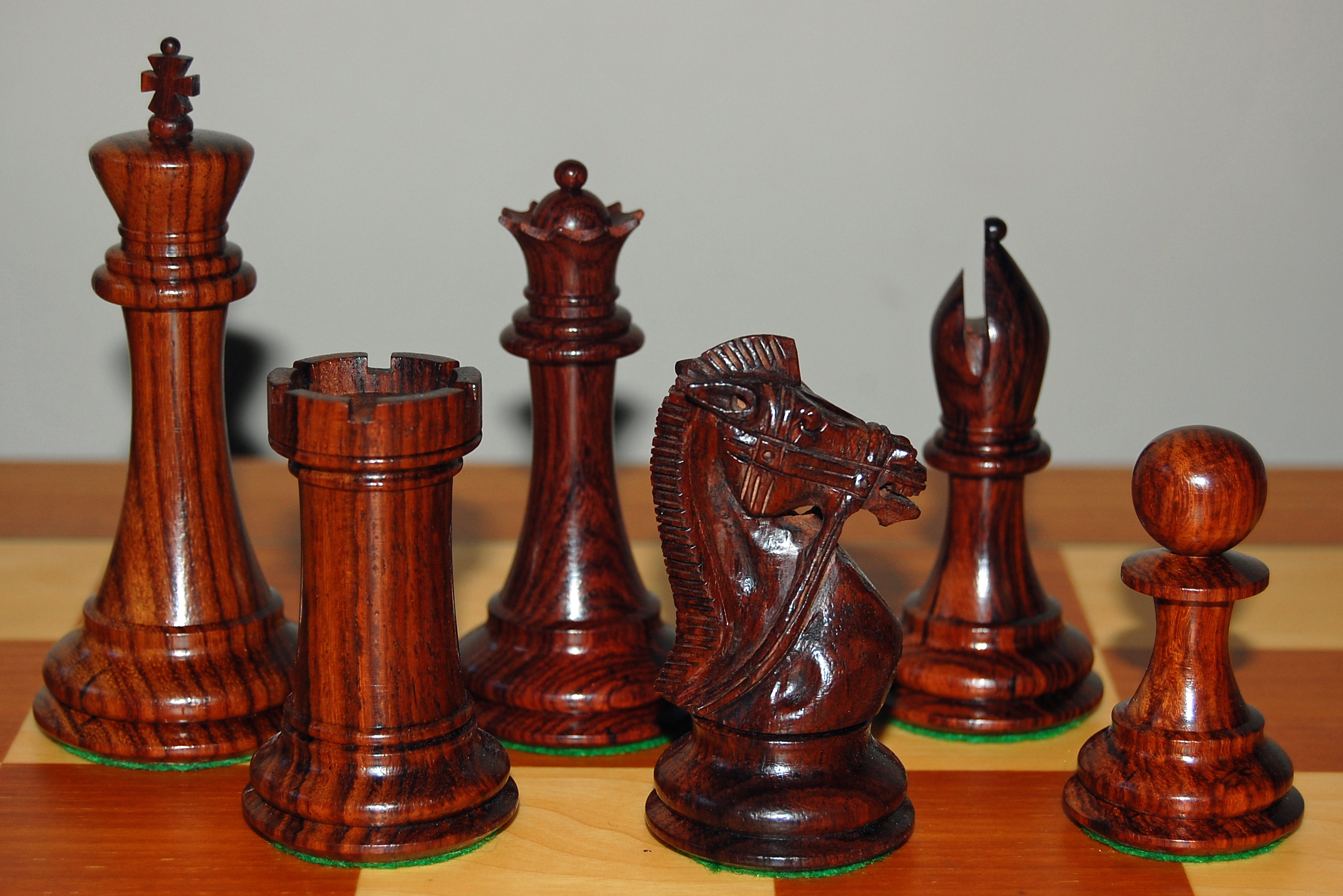
Dalbergia latifolia

Moltes espècies de Dalbergia són arbres importants per la seva fusta que de vegades és decorativa i fragant.
L'espècie preminent de palissandre apreciada a Occident és D. nigra coneguda com a Rio, Bahia, Brazilian Rosewood, Palisandre de Rio Grande, o Jacarandá;actualment es troba en la llista CITES Apèndix I. El segon palissandre més recercat a Occident és D. latifolia conegut com (East) Indian Rosewood o Sonokeling.

Dalbergia melanoxylon de l'Àfrica serveix per fer instruments de vent musicals.
Les espècies de Dalbergia causen al·lèrgia per la presència de quinones a la fusta.